# Femmes nues jouant aux dames
Femmes nues jouant aux dames est un tableau réalisé par le peintre suisse Félix Vallotton en 1897. Cette huile sur carton représente deux femmes nues jouant aux dames sur le sol. Elle est conservée au musée d'Art et d'Histoire de Genève, à Genève.